# Li Lei
Li Lei (李磊S, Lǐ LěiP; Qingdao, 30 maggio 1992) è un calciatore cinese, difensore del Beijing Guoan.

## Carriera

### Club
Ha iniziato a giocare nelle giovanili della squadra della sua città natale, il Qingdao Hailifeng, nel ruolo di centrocampista sinistro, prima di trasferirsi ai neopromossi del Nanchang B.H. dopo il termine della stagione 2009.
Ha fatto il suo debutto tra i professionisti all'età di diciassette anni il 17 aprile 2010 contro l'Hangzhou Lücheng, tuttavia ha ricevuto un cartellino rosso dritto a soli dieci minuti dall'inizio della sua carriera dopo aver commesso fallo sul giocatore dell'Hangzhou Sun Ji. Nonostante questa battuta d'arresto, una volta terminata la sua squalifica, è tornato a giocare il 9 maggio 2010 contro lo Shanxi Chanba. Ha segnato il suo primo gol con lo Shanghai Shenxin nella vittoria per 2-0 contro il Jiangsu Sainty il 31 ottobre 2010.
Il 16 febbraio 2013 si è trasferito all'Henan Jianye.
Il 18 gennaio 2015 viene acquistato dal Beijing Guoan. Ha segnato il suo primo gol con il Beijing il 21 aprile 2017 in un pareggio per 1-1 in casa contro il Tianjin Quanjian.
Il 20 dicembre 2021 ha firmato con gli svizzeri del Grasshoppers.

### Nazionale
Ha esordito con la nazionale cinese il 21 marzo 2019 nella sconfitta per 1-0 contro la Thailandia nella China Cup 2019.

## Statistiche

### Presenze e reti nei club
Statistiche aggiornate al 6 gennaio 2022.
| Stagione                | Squadra                 | Campionato              | Campionato | Campionato | Coppe nazionali | Coppe nazionali | Coppe nazionali | Coppe continentali | Coppe continentali | Coppe continentali | Altre coppe | Altre coppe | Altre coppe | Totale | Totale |
| Stagione                | Squadra                 | Comp                    | Pres       | Reti       | Comp            | Pres            | Reti            | Comp               | Pres               | Reti               | Comp        | Pres        | Reti        | Pres   | Reti   |
| ----------------------- | ----------------------- | ----------------------- | ---------- | ---------- | --------------- | --------------- | --------------- | ------------------ | ------------------ | ------------------ | ----------- | ----------- | ----------- | ------ | ------ |
| 2010                    | Shanghai Shenxin        | CSL                     | 20         | 1          |                 | -               | -               |                    | -                  | -                  |             | -           | -           | 20     | 1      |
| 2011                    | Shanghai Shenxin        | CSL                     | 12         | 1          |                 | -               | -               |                    | -                  | -                  |             | -           | -           | 12     | 1      |
| 2012                    | Shanghai Shenxin        | CSL                     | 12         | 0          |                 | -               | -               |                    | -                  | -                  |             | -           | -           | 12     | 0      |
| Totale Shanghai Shenxin | Totale Shanghai Shenxin | Totale Shanghai Shenxin | 44         | 2          |                 | -               | -               |                    | -                  | -                  |             | -           | -           | 53     | 4      |
| 2013                    | Henan Jianye            | CL1                     | 26         | 2          |                 | -               | -               |                    | -                  | -                  |             | -           | -           | 26     | 2      |
| 2014                    | Henan Jianye            | CSL                     | 12         | 0          |                 | -               | -               |                    | -                  | -                  |             | -           | -           | 12     | 0      |
| Totale Henan Jianye     | Totale Henan Jianye     | Totale Henan Jianye     | 38         | 2          |                 | -               | -               |                    | -                  | -                  |             | -           | -           | 38     | 2      |
| 2015                    | Beijing Guoan           | CSL                     | 10         | 0          |                 | -               | -               | ACL                | 3                  | 0                  |             | -           | -           | 13     | 0      |
| 2016                    | Beijing Guoan           | CSL                     | 14         | 0          |                 | -               | -               |                    | -                  | -                  |             | -           | -           | 14     | 0      |
| 2017                    | Beijing Guoan           | CSL                     | 28         | 2          |                 | -               | -               |                    | -                  | -                  |             | -           | -           | 28     | 2      |
| 2018                    | Beijing Guoan           | CSL                     | 9          | 0          |                 | -               | -               |                    | -                  | -                  |             | -           | -           | 9      | 0      |
| 2019                    | Beijing Guoan           | CSL                     | 18         | 0          |                 | -               | -               | ACL                | 5                  | 0                  |             | -           | -           | 23     | 0      |
| 2020                    | Beijing Guoan           | CSL                     | 17         | 1          |                 | -               | -               | ACL                | 7                  | 0                  |             | -           | -           | 24     | 1      |
| 2021                    | Beijing Guoan           | CSL                     | 19         | 1          |                 | -               | -               |                    | -                  | -                  |             | -           | -           | 19     | 1      |
| Totale Beijing Guoan    | Totale Beijing Guoan    | Totale Beijing Guoan    | 115        | 4          |                 | -               | -               |                    | 15                 | 0                  |             | -           | -           | 130    | 4      |
| gen.-giu. 2022          | Grasshoppers            | SL                      | 0          | 0          | CS              | -               | -               |                    | -                  | -                  |             | -           | -           | 0      | 0      |
| Totale carriera         | Totale carriera         | Totale carriera         | 197        | 8          |                 | -               | -               |                    | 15                 | 0                  |             | -           | -           | 212    | 8      |

### Cronologia presenze e reti in nazionale
| Cronologia completa delle presenze e delle reti in nazionale ― Cina | Cronologia completa delle presenze e delle reti in nazionale ― Cina | Cronologia completa delle presenze e delle reti in nazionale ― Cina | Cronologia completa delle presenze e delle reti in nazionale ― Cina | Cronologia completa delle presenze e delle reti in nazionale ― Cina | Cronologia completa delle presenze e delle reti in nazionale ― Cina | Cronologia completa delle presenze e delle reti in nazionale ― Cina | Cronologia completa delle presenze e delle reti in nazionale ― Cina |
| Data                                                                | Città                                                               | In casa                                                             | Risultato                                                           | Ospiti                                                              | Competizione                                                        | Reti                                                                | Note                                                                |
| ------------------------------------------------------------------- | ------------------------------------------------------------------- | ------------------------------------------------------------------- | ------------------------------------------------------------------- | ------------------------------------------------------------------- | ------------------------------------------------------------------- | ------------------------------------------------------------------- | ------------------------------------------------------------------- |
| 21-3-2019                                                           | Nanning                                                             | Cina                                                                | 0 – 1                                                               | Thailandia                                                          | China Cup 2019                                                      | -                                                                   | 47’                                                                 |
| 7-6-2019                                                            | Canton                                                              | Cina                                                                | 2 – 0                                                               | Filippine                                                           | Amichevole                                                          | -                                                                   | 74’                                                                 |
| 11-6-2019                                                           | Canton                                                              | Cina                                                                | 1 – 0                                                               | Tagikistan                                                          | Amichevole                                                          | -                                                                   | 62’                                                                 |
| 30-8-2019                                                           | Xianghe                                                             | Cina                                                                | 4 – 1                                                               | Birmania                                                            | Amichevole                                                          | -                                                                   | 46’                                                                 |
| 10-9-2019                                                           | Malé                                                                | Maldive                                                             | 0 – 5                                                               | Cina                                                                | Qual. Mondiali 2022                                                 | -                                                                   |                                                                     |
| 11-6-2021                                                           | Sharja                                                              | Cina                                                                | 5 – 0                                                               | Maldive                                                             | Qual. Mondiali 2022                                                 | -                                                                   |                                                                     |
| Totale                                                              |                                                                     | Presenze                                                            | 6                                                                   |                                                                     | Reti                                                                | 0                                                                   |                                                                     |